# Santa Catarina Mechoacán
Santa Catarina Mechoacán är en kommunhuvudort i Mexiko.   Den ligger i kommunen Santa Catarina Mechoacán och delstaten Oaxaca, i den sydöstra delen av landet, 400 km söder om huvudstaden Mexico City. Santa Catarina Mechoacán ligger 266 meter över havet och antalet invånare är 4 407.
Terrängen runt Santa Catarina Mechoacán är kuperad söderut, men norrut är den platt. Runt Santa Catarina Mechoacán är det ganska glesbefolkat, med 26 invånare per kvadratkilometer. Närmaste större samhälle är Santiago Jamiltepec, 6,1 km söder om Santa Catarina Mechoacán. Omgivningarna runt Santa Catarina Mechoacán är en mosaik av jordbruksmark och naturlig växtlighet.